# Brachythecium sublaetum
Brachythecium sublaetum là một loài rêu trong họ Brachytheciaceae. Loài này được Broth. mô tả khoa học đầu tiên năm 1910.